# تی. مایر (دهانه)
تی. مایر یک دهانه برخوردی در ماه‌ است.